# Cyclo-cross de Diegem
Le cyclo-cross de Diegem est une course de cyclo-cross qui se déroule fin décembre à Diegem en Belgique. La course est une des manches du Superprestige. Depuis 2007, la course a lieu de nuit sous un éclairage artificiel, ce qui en fait la seule épreuve de la saison disputée en nocturne. Elle est annulée en 2020 puis en 2021 en raison de la pandémie de Covid-19.

## Palmarès

### Hommes élites
| Année     | Vainqueur                                   | Deuxième                                    | Troisième                                   |
| --------- | ------------------------------------------- | ------------------------------------------- | ------------------------------------------- |
| 1975      | Albert Van Damme                            | Norbert Dedeckere                           | Jan Teugels                                 |
| 1976      | Albert Van Damme                            | Robert Vermeire                             | Jozef Thieleman                             |
| 1977      | Robert Vermeire                             | Norbert Dedeckere                           | Ivan Messelis                               |
| 1979      | Rein Groenendaal                            | Norbert Dedeckere                           | Jan Teugels                                 |
| 1979      | Roger De Vlaeminck                          | Robert Vermeire                             | Roland Liboton                              |
| 1980      | Roland Liboton                              | Robert Vermeire                             | Jan Teugels                                 |
| 1981      | Roger De Vlaeminck                          | Klaus-Peter Thaler                          | Roland Liboton                              |
| 1982      | Roland Liboton                              | Hennie Stamsnijder                          | Klaus-Peter Thaler                          |
| 1983      | Roland Liboton                              | Hennie Stamsnijder                          | Albert Zweifel                              |
| 1984      | Roland Liboton                              | Frank van Bakel                             | Hennie Stamsnijder                          |
| 1985      | Roland Liboton                              | Hennie Stamsnijder                          | Ivan Messelis                               |
| 1986      | Roland Liboton                              | Henk Baars                                  | Martin Hendriks                             |
| 1987      | Roland Liboton                              | Henk Baars                                  | Paul De Brauwer                             |
| 1988      | Roland Liboton                              | Hennie Stamsnijder                          | Ivan Messelis                               |
| 1989      | Danny De Bie                                | Henk Baars                                  | Paul De Brauwer                             |
| 1990      | Danny De Bie                                | Karel Camrda                                | Frank van Bakel                             |
| 1991      | Danny De Bie                                | Radomír Šimůnek sr.                         | Daniele Pontoni                             |
| 1992      | Marc Janssens                               | Daniele Pontoni                             | Wim de Vos                                  |
| 1993      | Daniele Pontoni                             | Thomas Frischknecht                         | Beat Wabel                                  |
| 1994      | Adrie van der Poel                          | Richard Groenendaal                         | Paul Herijgers                              |
| 1995      | Daniele Pontoni                             | Marc Janssens                               | Adrie van der Poel                          |
| 1996      | Daniele Pontoni                             | Wim de Vos                                  | Mario De Clercq                             |
| 1997      | Adrie van der Poel                          | Richard Groenendaal                         | Daniele Pontoni                             |
| 1998      | Sven Nys                                    | Bart Wellens                                | Adrie van der Poel                          |
| 1999      | Richard Groenendaal                         | Adrie van der Poel                          | Sven Nys                                    |
| 2000      | Sven Nys                                    | Erwin Vervecken                             | Mario De Clercq                             |
| 2001      | Erwin Vervecken                             | Mario De Clercq                             | Peter Van Santvliet                         |
| 2002      | Mario De Clercq                             | Sven Nys                                    | Tom Vannoppen                               |
| 2003      | Bart Wellens                                | Mario De Clercq                             | Erwin Vervecken                             |
| 2004      | Erwin Vervecken                             | Sven Nys                                    | Sven Vanthourenhout                         |
| 2005      | Gerben de Knegt                             | Sven Nys                                    | Erwin Vervecken                             |
| 2006      | Sven Nys                                    | Bart Wellens                                | Kevin Pauwels                               |
| 2007      | Sven Nys                                    | Radomír Šimůnek jr.                         | Zdeněk Štybar                               |
| 2008      | Zdeněk Štybar                               | Klaas Vantornout                            | Sven Nys                                    |
| 2009      | Niels Albert                                | Zdeněk Štybar                               | Kevin Pauwels                               |
| 2010      | Niels Albert                                | Sven Nys                                    | Zdeněk Štybar                               |
| 2011      | Niels Albert                                | Kevin Pauwels                               | Sven Nys                                    |
| 2012      | Niels Albert                                | Kevin Pauwels                               | Zdeněk Štybar                               |
| 2013      | Sven Nys                                    | Tom Meeusen                                 | Niels Albert                                |
| 2014      | Mathieu van der Poel                        | Tom Meeusen                                 | Kevin Pauwels                               |
| 2015      | Mathieu van der Poel                        | Kevin Pauwels                               | Lars van der Haar                           |
| 2016      | Mathieu van der Poel                        | Wout van Aert                               | Kevin Pauwels                               |
| 2017      | Mathieu van der Poel                        | Wout van Aert                               | Laurens Sweeck                              |
| 2018      | Mathieu van der Poel                        | Michael Vanthourenhout                      | Toon Aerts                                  |
| 2019      | Mathieu van der Poel                        | Eli Iserbyt                                 | Michael Vanthourenhout                      |
| 2020-2021 | annulé en raison de la pandémie de Covid-19 | annulé en raison de la pandémie de Covid-19 | annulé en raison de la pandémie de Covid-19 |
| 2022      | Wout van Aert                               | Tom Pidcock                                 | Mathieu van der Poel                        |
| 2023      | Mathieu van der Poel                        | Tom Pidcock                                 | Eli Iserbyt                                 |
| 2024      | Laurens Sweeck                              | Niels Vandeputte                            | Thibau Nys                                  |

### Femmes élites
| Année     | Vainqueur                                   | Deuxième                                    | Troisième                                   |
| --------- | ------------------------------------------- | ------------------------------------------- | ------------------------------------------- |
| 2000      | Debby Mansveld                              |                                             |                                             |
| 2011      | Marianne Vos                                | Lucie Chainel-Lefèvre                       | Sanne Cant                                  |
| 2012      | Kateřina Nash                               | Sanne Cant                                  | Lucie Chainel-Lefèvre                       |
| 2013      | Sanne Cant                                  | Eva Lechner                                 | Elle Anderson                               |
| 2014      | Marianne Vos                                | Pauline Ferrand-Prévot                      | Kateřina Nash                               |
| 2015      | Ellen Van Loy                               | Sanne Cant                                  | Eva Lechner                                 |
| 2016      | Marianne Vos                                | Sanne Cant                                  | Kateřina Nash                               |
| 2017      | Sanne Cant                                  | Pauline Ferrand-Prévot                      | Maud Kaptheijns                             |
| 2018      | Sanne Cant                                  | Annemarie Worst                             | Denise Betsema                              |
| 2019      | Annemarie Worst                             | Ceylin Alvarado                             | Yara Kastelijn                              |
| 2020-2021 | annulé en raison de la pandémie de Covid-19 | annulé en raison de la pandémie de Covid-19 | annulé en raison de la pandémie de Covid-19 |
| 2022      | Puck Pieterse                               | Shirin van Anrooij                          | Ceylin Alvarado                             |
| 2023      | Puck Pieterse                               | Ceylin Alvarado                             | Inge van der Heijden                        |
| 2024      | Lucinda Brand                               | Ceylin Alvarado                             | Inge van der Heijden                        |

### Hommes espoirs
| Année | Vainqueur              | Deuxième              | Troisième           |
| ----- | ---------------------- | --------------------- | ------------------- |
| 2002  | Thijs Verhagen         | Enrico Franzoi        | Klaas Vantornout    |
| 2003  | Wesley Van Der Linden  | Martin Zlámalík       | Radomír Šimůnek jr. |
| 2004  | Radomír Šimůnek jr.    | Zdeněk Štybar         | Niels Albert        |
| 2005  | Niels Albert           | Dieter Vanthourenhout | Eddy van IJzendoorn |
| 2006  | Niels Albert           | Zdeněk Štybar         | Rob Peeters         |
| 2007  | Thijs van Amerongen    | Paul Voss             | Jempy Drucker       |
| 2008  | Philipp Walsleben      | Arnaud Jouffroy       | Mitchell Huenders   |
| 2009  | Tom Meeusen            | Kacper Szczepaniak    | Jan Denuwelaere     |
| 2010  | Lars van der Haar      | Wietse Bosmans        | Mike Teunissen      |
| 2011  | Lars van der Haar      | Wietse Bosmans        | Mike Teunissen      |
| 2012  | Mike Teunissen         | David van der Poel    | Wout van Aert       |
| 2013  | Mathieu van der Poel   | Wout van Aert         | Laurens Sweeck      |
| 2014  | Michael Vanthourenhout | Stan Godrie           | Clément Venturini   |
| 2015  | Quinten Hermans        | Daan Hoeyberghs       | Martijn Budding     |
| 2016  | Quinten Hermans        | Joris Nieuwenhuis     | Eli Iserbyt         |
| 2017  | Tom Pidcock            | Sieben Wouters        | Thomas Joseph       |
| 2018  | Tom Pidcock            | Ben Turner            | Ryan Kamp           |

### Hommes juniors
| Année     | Vainqueur                                   | Deuxième                                    | Troisième                                   |
| --------- | ------------------------------------------- | ------------------------------------------- | ------------------------------------------- |
| 2001      | Mike Thielemans                             | Jan Soetens                                 | Nick Sels                                   |
| 2002      | Lars Boom                                   | Dieter Vanthourenhout                       | Tom Van den Bosch                           |
| 2003      | Niels Albert                                | Jempy Drucker                               | Rikke Dijkxhoorn                            |
| 2004      | Davy De Scheemaeker                         | Ricardo van der Velde                       | Jan Van Dael                                |
| 2005      | Tom Meeusen                                 | Umberto Atzori                              | Laurens De Vreese                           |
| 2006      | Joeri Adams                                 | Twan van den Brand                          | Daniel Summerhill                           |
| 2007      | Peter Sagan                                 | Tijmen Eising                               | Matthias Rupp                               |
| 2008      | Tijmen Eising                               | Lars van der Haar                           | Wietse Bosmans                              |
| 2009      | Mike Teunissen                              | Danny van Poppel                            | David van der Poel                          |
| 2010      | Danny van Poppel                            | Laurens Sweeck                              | Stan Godrie                                 |
| 2011      | Mathieu van der Poel                        | Quentin Jauregui                            | Wout van Aert                               |
| 2012      | Mathieu van der Poel                        | Logan Owen                                  | Quinten Hermans                             |
| 2013      | Yannick Peeters                             | Eli Iserbyt                                 | Kobe Goossens                               |
| 2014      | Eli Iserbyt                                 | Jappe Jaspers                               | Johan Jacobs                                |
| 2015      | Jappe Jaspers                               | Jens Dekker                                 | Spencer Petrov                              |
| 2016      | Jelle Camps                                 | Toon Vandebosch                             | Thymen Arensman                             |
| 2017      | Loris Rouiller                              | Ryan Kamp                                   | Tomáš Kopecký                               |
| 2018      | Witse Meeussen                              | Ben Tulett                                  | Ryan Cortjens                               |
| 2019      | Thibau Nys                                  | Lennert Belmans                             | Emiel Verstrynge                            |
| 2020-2021 | annulé en raison de la pandémie de Covid-19 | annulé en raison de la pandémie de Covid-19 | annulé en raison de la pandémie de Covid-19 |
| 2022      | Senna Remijn                                | Viktor Vandenberghe                         | Václav Ježek                                |
| 2023      | Keije Solen                                 | Arthur van den Boer                         | Stefano Viezzi                              |
| 2024      | Arthur van den Boer                         | Mattia Agostinacchio                        | Giel Lejeune                                |